# All Things Must Pass (노래)
〈All Things Must Pass〉는 1970년 11월 같은 이름의 3집 음반의 타이틀 곡으로 발표된 영국의 음악가 조지 해리슨이 부른 노래이다.